# Aeneas Williams
Pro Football Hall of Fame 2014
(en) Statistiques sur pro-football-reference
Aeneas Demetrius Williams, né le 29 janvier 1968 à La Nouvelle-Orléans (Louisiane), est un joueur de football américain ayant évolué au poste de cornerback et de safety.
Il effectua sa carrière universitaire à la Southern University où il se fit remarquer pour ses interceptions. Puis Aeneas fut drafté en 1991 à la 59e place (troisième tour) par les Cardinals de l'Arizona où il jouera jusqu'en 2000 avant d'être échangé avec les Rams de Saint-Louis où il jouera jusqu'en 2004.
Williams est également connu pour avoir été le joueur qui a mis involontairement fin à la carrière du quarterback des 49ers de San Francisco Steve Young à la suite d'un plaquage appuyé qui laissa Young inconscient plusieurs minutes à cause d'un traumatisme crânien[réf. nécessaire].
Il fut sélectionné huit fois au Pro Bowl (1994, 1995, 1996, 1997, 1998, 1999, 2001 et 2003).
Désigné par les votants du Pro Football Hall of Fame, il fait partie de l'équipe NFL de la décennie 1990.